# Mimolophia brunnea
Mimolophia brunnea är en skalbaggsart som beskrevs av Stefan von Breuning 1940. Mimolophia brunnea ingår i släktet Mimolophia och familjen långhorningar.
Artens utbredningsområde är Gabon. Inga underarter finns listade i Catalogue of Life.